# Liga Provincial de Fútbol de Lima 1951
La Primera División Provincial de Lima de 1951, fue efectivamente la Liga de Lima y Callao como Asociación la cual regía al futbol No Amateur (ANA) . Se organizó bajo la dirección de la Asociación No Amateur (ANA) y contó con la participación de equipos que aspiraban al ascenso a la División de Honor.

## Historia
Para la temporada de 1951, se reanuda la Liga Provincial de Fútbol de Lima, también conocida como la Liga de Lima. Dicha liga estaba conformada por la primera, segunda, y tercera división provinciales, así como por los clubes de la ciudad de Lima, quienes estuvieron afiliados en la Liga Regional de Lima y Callao de 1950, y que pasaron a formar parte de la primera provincial.
La Federación Peruana de Fútbol decretó que no se producirían descensos ni ascensos entre la Segunda División profesional, y las ligas provinciales de Lima y del Callao. El objetivo, era hacer las reformas para separar el fútbol profesional del aficionado, entre los años 1951 y 1953.
Para esa temporada, los clubes Atlético Defensor Lima y Miguel Grau se coronaron campeón y subcampeón de la primera división provincial, respectivamente.

## Equipos participantes
- Defensor Lima - Campeón
- Miguel Grau - Subcampeón
- Deportivo Olivos
- Ciclista Alianza Miraflores
- Juventud White Star
- Sportivo Palermo
- Pedro Icochea
- Combinado Rímac
- Juventud Soledad
- Estudiantes San Roberto
- Juventud Perú
- Unión Lloque Yupanqui

## Ascendidos de la Segunda Provincial
- Unión América
- Alianza Limoncillo

## Nota
A partir del año 1954, los campeones de la Primera División Provincial del Callao, no ascendieron directamente a la Segunda División profesional, sino a través de la Liguilla de Ascenso a Segunda División.